# 中川郁子
中川郁子（1958年12月22日—），日本女性政治家，自由民主黨黨員，眾議院議員（當選2期）。
丈夫是已故政治家中川昭一。

## 經歷
1981年畢業於聖心女子大學外國語外國文學科，進入三菱商事成為OL。
1982年和日本興業銀行職員中川昭一結婚，從三菱商事退社。之後不久，家翁中川一郎突然逝世，中川昭一繼承父親遺志投身政界，郁子為了支援丈夫，在丈夫的選舉區所在地北海道帶廣市居住，長年為丈夫宣傳。
2007年就任特定非盈利活動法人「LA TERRE」的代表，開展環境問題相關的啟蒙教育活動。
2009年大選自民黨慘敗，丈夫也敗於民主黨候選人石川知裕落選議員；加上早前因在七國集團財政會議上醉酒失態而被迫辭任財務大臣，昭一備受打擊，情緒失落。一個月後昭一猝死。
昭一逝世後，自民黨在昭一原選區北海道第11區的繼任人選空白。2011年郁子決心奪回丈夫的選區，自願參加北海道11區自民黨支部的公募，並成功被選出成為自民黨公認候選人。
2012年12月16日，第46屆日本眾議院議員總選舉，郁子成功擊敗石川知裕，首次當選眾議院議員，為丈夫洗雪了恥辱。
到2017年，石川知裕的妻子石川香織決定在北海道11區挑戰中川郁子，在在野黨整合下，香織成功擊敗郁子。

## 外部連結
- 中川郁子官方網站（页面存档备份，存于）
  - 中川郁子的X（前Twitter）
  - 中川郁子的X（前Twitter）